# ولاش
ولاش (بالفارسية الوسطى: ورداخش / والاخش، (بالفارسية: بلاش)، كان أميرًا إيرانيًا من آل كارين، والذي أصبح فيما بعد حاكم طبرستان عام 665.
كان حفيد النبيل آذر ولاش، وبالتالي فهو من نسل سوخرا، والذي هو نبيل إيراني بارز سيطر على الكثير من شؤون الإمبراطورية الساسانية. في عام 665، قتل ولاش فرخزاد الذي كان حاكم طبرستان، ثم استولى على مناطقه، وبذلك أصبح الحاكم الوحيد لطبرستان. نجل فرخزاد، سرخاب الأول، فر بعد ذلك إلى معقل باوند في مازاندران لتجنب ولاش. في عام 673، انتقم سرخاب لوالده بقتل ولاش، ثم استعاد طبرستان من ولاش.